# William Herrmann
William Herrmann (n. 11 ianuarie 1912, Pennsylvania, SUA – d. 6 octombrie 2003, Haverford⁠(d), Comitatul Montgomery, Pennsylvania, Pennsylvania, SUA) a fost un gimnast artistic ce a reprezentat Statele Unite ale Americii, medaliat olimpic. A participat la o ediție a Jocurilor Olimpice (1932) în care a câștigat o medalie de bronz.

## Participări
Lista de mai jos prezintă principalele competiții la care a participat William Herrmann de-a lungul carierei.
- gymnastics at the 1932 Summer Olympics – men's tumbling[*]